# وحش قادم من الشرق (عاصفة 2018)
وحش قادم من الشرق (بالانجليزية:'Beast from the east) عاصفة جليدية باردة شتوية من سيبيريا الروسية هبت على جميع أنحاء أوروبا في 26 فبراير 2018، يصاحبها تساقط للثلوج الكثيفة وتجمّد درجات الحرارة. وأطلقت وسائل الإعلام البريطانية على العاصفة «وحش قادم من الشرق»، أغلقت المدارس وتعطلت وسائل النقل مع انخفاض درجات الحرارة في جميع أنحاء القارة، وقد تعطلت المدارس في جميع أنحاء إيطاليا، واستيقظ الرومان على مشهد نادر من العاصمة روما مغطاة بالثلوج.
وقالت صحيفة «اندبندنت» البريطانية، إنّ الأرصاد نصحت المواطنين بعدم الخروج من المنزل بعد الـ6 مساءً، وحذّر الاطباء، من أنّ انخفاض درجات الحرارة يشكل مخاطر صحية حقيقية للكثير من الناس، خصوصاً كبار السن والأطفال ومن يعانون أمراضاً مزمنة أو تنفسية.

## وصلات خارجية
- (صحيفة الغارديان): 'Beast from the east' brings snow and frosty weather across Europe
- (قناة نسمة): عاصفة ثلجية تشلّ الحياة في روما (فيديو)
- (صحيفة الوطن): عاصفة ثلجية «نادرة» تعطل الحياة في روما
- (صحيفة الشرق الأوسط): بريطانيا تشهد موجة برودة أشد من القطب الشمالي